# Municipio de Dortch
El municipio de Dortch (en inglés: Dortch Township) es un municipio ubicado en el condado de Lonoke en el estado estadounidense de Arkansas. En el año 2010 tenía una población de 132 habitantes y una densidad poblacional de 2,93 personas por km².

## Geografía
El municipio de Dortch se encuentra ubicado en las coordenadas 34°42′49″N 92°3′5″O / 34.71361, -92.05139. Según la Oficina del Censo de los Estados Unidos, el municipio tiene una superficie total de 45.09 km², de la cual 43,93 km² corresponden a tierra firme y (2,56 %) 1,16 km² es agua.

## Demografía
Según el censo de 2010, había 132 personas residiendo en el municipio de Dortch. La densidad de población era de 2,93 hab./km². De los 132 habitantes, el municipio de Dortch estaba compuesto por el 76,52 % blancos, el 15,15 % eran afroamericanos, el 5,3 % eran de otras razas y el 3,03 % eran de una mezcla de razas. Del total de la población el 6,06 % eran hispanos o latinos de cualquier raza.